# Corallium rubrum
Corallium rubrum là loài san hô tiêu biểu nhất của chi San hô đỏ trong họ Coralliidae.